# فرانتس کوچرا
فرانتس کوچرا (به آلمانی: Franz Kutschera) (زاده ۲۲ فوریه ۱۹۰۴ – درگذشته ۱ فوریه ۱۹۴۴) یک ژنرال آلمانی در دوره رایش سوم و گولایتر ایالت کرنتن بود. وی در ۱ فوریه ۱۹۴۴ در شهر ورشو ترور شد.